# Gare de Canton–Sud (métro)
Pour les articles homonymes, voir Gare de Canton-Sud.
Gare de Canton—Sud (chinois simplifié : 广州南站 ; chinois traditionnel : 廣州南站 ; pinyin : guǎngzhōunán zhàn) est une station de métro qui se situe dans le district de Panyu, la ville de Canton, la province de Guangdong, en Chine. En tant qu’une station de correspondance entre les métro et les TGVs chinois, cette station est l’un des stations les plus fréquentées.

## Situation sur les réseaux
La station Gare de Canton—Sud se compose de quatre sous-stations:
- La sous-station de la ligne 2 de Canton est l’un des terminus de la ligne 2.
- La sous-station de la ligne 7 de Canton se situe entre Dazhou (zh), en direction de l’Avenue Meidi (zh), et Shibi (zh), en direction de Yanshan (zh).
- La sous-station de la ligne 22 se situe entre Chentougang (zh), l’un des deux terminus, et le Route Shiguang (zh), en direction de la Place de Panyu (zh).
- La sous-station de la ligne 2 de Foshan est l’un des terminus de la ligne 2. Elle est aussi la seule station de la ligne 2 qui se situe à l’extérieur de Foshan.

## Services aux voyageurs

### Accès et accueil
La station de métro dispose de 16 bouches : 11 bouches pour les sous-stations de la ligne 2 et de la ligne 7 du métro de Canton, une bouche pour la sous-station de la ligne 22 du métro de Canton, et deux bouches pour la sous-station du métro de Foshan. Afin de minimiser les contrôles de sûreté, certaines bouches sont unidirectionnelles. Les passagers qui entrent la station du métro via l’un des bouches unidirectionnelles n’ont pas besoin de se soumettre à un contrôle de sûreté à nouveau.
| Bouche    | Accessibilité                                    | Directionalité   | Destinations les plus proches                            |
| --------- | ------------------------------------------------ | ---------------- | -------------------------------------------------------- |
| Canton 2  |                                                  |                  |                                                          |
| Canton 7  |                                                  |                  |                                                          |
| B         | Escalier mécanique                               | Entrer et sortir | Place ouest de la gare Arrêt de taxis Terminus d’autobus |
| C         | Escalier mécanique                               | Entrer seulement | —                                                        |
| D         | Ascenseur Escalier mécanique                     | Sortir seulement | Secteur ouest de la gare                                 |
| E         | Escalier mécanique                               | Entrer seulement | —                                                        |
| F         | Escalier mécanique                               | Sortir seulement | Secteur est de la gare                                   |
| G         | Surface podotactile Escalier mécanique           | Entrer seulement | —                                                        |
| H         | Escalier mécanique                               | Entrer et sortir | Place sud de la gare                                     |
| I         | Surface podotactile Escalier mécanique           | Entrer et sortir | Place est de la gare Gare routière Terminus d’autobus    |
| J         | Escalier mécanique                               | Entrer seulement | —                                                        |
| K         | Surface podotactile Escalier mécanique           | Entrer seulement | —                                                        |
| L         | Escalier mécanique                               | Entrer seulement | —                                                        |
| Canton 22 |                                                  |                  |                                                          |
| P         | Escalier mécanique                               | Entrer et sortir | Place est de la gare Gare routière Arrêt d’autobus       |
| Foshan 2  |                                                  |                  |                                                          |
| R         | Surface podotactile Escalier mécanique           | Entrer et sortir | Place ouest de la gare                                   |
| S         | Surface podotactile Ascenseur Escalier mécanique | Entrer et sortir | Place ouest de la gare                                   |

### Desserte

#### Ligne 2 et ligne 7 de Canton
Les sous-station de la ligne 2 et de la ligne 7 de Canton se situent à côté l’une de l’autre, et elles partagent un quai central. De l’autre côté, chaque sous-station dispose aussi d’un quai latéral encadrant les voies de la ligne.

#### Ligne 22 de Canton
La sous-station de la ligne 22 de Canton dispose d’un quai central, encadré par deux voies.

#### Ligne 2 de Foshan
La sous-station de la ligne 2 de Foshan dispose d’un quai central, encadré par deux voies.

### Intermodalité
Les sous-stations du métro se situent au-dessous de la gare TGV. Il y a aussi un terminus d’autobus au sud de la gare et une gare routière au nord.
Depuis 2021, les passagers qui débarquent les TGVs à la gare de Canton–Sud peuvent voyager de la zone de sécurité du TGV à la zone de sécurité du métro de Canton via six bouches unilatérales sans se soumettre à un contrôle de sûreté à nouveau, mais non l’inverse. De l’autre côté, il n’y avait aucune couloir de correspondance entre la zone de sécurité du métro de Canton et la zone de sécurité du métro de Foshan avant 2024. Les passagers avaient besoin de quitter la zone de sécurité du métro de Canton et se soumettre à un contrôle de sûreté avant d’entrer la zone de sécurité du métro de Foshan. Le 21 janvier 2024, un couloir souterrain de correspondance entre le métro de Canton et le métro de Foshan est finalement inauguré.